# Aldo Donelli
Aldo Donelli   (Morgan, 22 de juliol de 1907 - Estats Units d'Amèrica, 9 d'agost de 1994) fou un futbolista i jugador de futbol americà estatunidenc de la dècada de 1930 i entrenador.
Com a futbolista fou internacional amb la selecció dels Estats Units, amb la qual participà en el Mundial de 1934. Trajectòria com a futbolista:
- 1925: Morgan F.C.
- 1929-1930: Cleveland Slavia
- 1934: Curry Silver Tops
- 1936: Heidelberg SC
- 1938: Castle Shannon SC

Com a jugador de futbol americà jugà a la Duquesne University, fent de corredor i xutador d'allunyament. Posteriorment fou un destacat entrenador. Trajectòria com a entrenador de futbol americà:
- 1930-1935: Duquesne Dukes (freshmen)
- 1936-1938: Duquesne Dukes (assistent)
- 1939-1942: Duquesne Dukes
- 1941: Pittsburgh Steelers
- 1944: Cleveland Rams
- 1947-1956: Boston University Terriers
- 1957-1967: Columbia Lions